# SOMETHING ELSE (来生たかおのアルバム)
『SOMETHING ELSE』（サムシング エルス）は、1989年にリリースされた来生たかおの15枚目のオリジナル・アルバムである。

## 概要
※原則的に、来生たかおは“来生”に省略、来生えつこは“来生えつこ”と表記。
プロデューサーとして初めて来生姉弟の名が併記され、また、オリジナル・シングルが収録されていない初めてのアルバムでもある。
タイトルは、来生えつこがファンクラブ「TAKAO CLUB」の会報『égalité』vol.9に掲載されたスタッフ（竹脇隆）のエッセイからヒントを得たもので、“いつもと違う事、新しい何か、現代人が忘れている何か”という意味合いを意図しているという。
来生えつこは、メロディーが出来た段階で打ち合わせをし、1曲ずつ了解済みで作詞を付けていったため、やりやすかったという。また、歌詞はフィクションの度合いが低く、感じるままストレートに感情を歌詞に出来たと語っている。一方、来生は、折りしも本アルバムが昭和が終った年のリリースとなり、美空ひばりの訃報も相俟って、自身の年齢や時の流れを意識した、直接的に喜怒哀楽を表現した楽曲が収録されることになったという。
ジャケット及びブックレットには、ハンチング帽に、胸に大きく苗字のイニシャル“K”を記したセーター姿の来生自身が写っており、初期のギルバート・オサリバンのコスチュームをイメージしていると思われる。
編曲及び演奏はバックバンドの“スタートル”がメインで務めている。来生は前々からバックバンドのメンバーでレコーディングをしたいと考えており、前コンサートツアー『Concert Tour '88〜'89 With Time』で皆でステージ・アレンジをしたことから、実現に結び付いたという。結果、期間は短かったものの編曲やリハーサルにもたっぷり時間を取り、切磋琢磨して良いものが出来たと語っている。
編曲者の“矢倉銀”は、来生のペンネームである。
同タイトルのビデオ『TAKAO KISUGI THE VIDEO Something Else』も作られ、『Concert Tour '89〜'90 Something Else』の会場で販売された他、ファンクラブ会員向けの通信販売も行われた。また、ジャケット写真を用いてデザインされたテレフォンカードも存在する（上記コンサートツアーのテレフォンカードも作られている）。

## 復刻盤
- 1991年4月25日：CD（規格品番：KTCR-1064）
- 1995年7月21日：歌手デビュー20周年に際し、CD選書Q盤として高城賢によるデジタルリマスター化（規格品番：KTCR-1570）。
- 2007年3月21日：オリジナル・アルバム、企画アルバムを集めた21枚組CD-BOX『来生たかお大全集』（ユニバーサルミュージック/規格品番：UPCY-6355/75）に1995年版を収録（規格品番：UPCY-6369）。

## パッケージの体裁

### アルバムタイトル
※初出のジャケット表記“SOMETHING ELSE”以外のもの
ケースの側面部
- CT：不明
- オリジナル版CD：不明

帯
- 1991年版CD：“サムシング・エルス”

なお、各種ディスコグラフィーによっても表記は片仮名やアルファベットになっている。

### ディスクジャケット
- オリジナル版CD：ジュエルケースにブックレットを挿入
- 1991年版CD：ジュエルケースにオリジナル版CDのものを基調としたブックレットを挿入
- 1995年版CD：ジュエルケースにオリジナル版CDのものを基調としたブックレット（及び、既出オリジナルアルバムのディスコグラフィー）を挿入
- 2007年版CD：ジュエルケースにオリジナル版CDのものを基調としたブックレットを挿入

### 帯のコピー
- オリジナル版CD：遠い昔 愛の歌はシンプルで心地よくて……（収録曲「TIME IS A KILLER」の一節を基調としたもの）
- 1991年版CD：記載なし。
- 1995年版CD：遠い昔 愛の歌はシンプルで心地よくて…… 〝STARTLE〟と共に創り上げた、来生たかお15thアルバム。（“20th anniversary”との記載あり）

## 収録曲
CT版（CD版は省略）
※各曲の収録時間はCDに準拠

### SIDE 1
1. 余韻（5：05）
  - 作詞：来生えつこ / 作曲：来生たかお / 編曲：松田真人
  - 来生は、アリナミンのCFで耳にした“How You Doing”というフレーズを冒頭に入れるよう注文を出し、来生えつこはそれに応える形で文法的に正しくした“How're you doing”を挿入したという。また、男女の軽い楽曲にしたいとの要望にも合わせ、地下鉄での偶然の再会を歌詞にしている[1]。
2. 思い出の時差（5：03）
  - 作詞：来生えつこ / 作曲：来生たかお / 編曲：松田真人
  - 歌詞は、イギリス映画『イノセント』に描かれた、少年と少女が川辺で遊ぶ情景を元にしているという[1]。
  - 来生は、姉弟の曲作りにおける普遍的テーマ“時の流れ”が特に反映された楽曲と述べており[1]、パット・ブーンに歌って欲しいと語ったこともある[3]。
3. 至福（5：03）
  - 作詞：来生えつこ / 作曲：来生たかお / 編曲：松田真人
  - 歌詞は、不思議な曲調に合わせたシュールな雰囲気が意図されており、家でも会社でもなく喫茶店にしか居場所を見出せない男の姿が描かれている[1]。
  - 来生は、ソプラノサックスやアコースティック・ギターをフィーチャーし、全体的なサウンドはスティングの楽曲をイメージしたという[1]。
  - アコースティック・ギターを担当した荒木博司は、来生のイメージを再現するのに苦労したと述べ、また松田真人はそれまでの来生の楽曲と違う雰囲気を感じ、編曲では冒険をしてみたという[4]。
4. TIME IS A KILLER（4：36）
  - 作詞：来生えつこ / 作曲：来生たかお / 編曲：多田文信
  - 来生えつこ曰く、都会の疲れた男達に味方する歌詞は、関西テレビのバラエティ番組『ねるとん紅鯨団』を観て腹が立ったのがきっかけで、タイトルは以前から使いたかったものだという[1]。
5. トリステス（Tristesse）（6：16）
  - 作詞：来生えつこ / 作曲：来生たかお / 編曲：松田真人
  - 美空ひばりへの鎮魂歌として作られた楽曲で、ブックレットには“A requiem for Miss Hibari Misora”と記されている。来生えつこは当初、あまりに暗い曲調だったため作詞に気が進まなかったが[1]、出来上りは良く、改めて聴いてもジーンと来る楽曲の一つで、ひばりのファンにも聴いてほしいと語っている[5]。ただし、歌詞の内容は美空個人に特定せず、普遍的な“人との別れの歌”として描いており、表現においては吉本ばななの小説が参考になったと述べている。また、タイトルの“Tristesse”はフランス語で“悲しみ”の意で、映画『悲しみよこんにちは』の原題“Bonjour Tristesse”から用いたという[1]。
  - 来生は、本アルバムの収録曲の中で最も思い入れがあると述べている[1]。

### SIDE 2
1. 夜よ急がないで（3：46）
  - 作詞：来生えつこ / 作曲：来生たかお / 編曲：矢倉銀
  - 歌詞は、映画『旅情』（1955年）をモチーフに、1組の男女が海辺で抱く異国の幻想をテーマにしている[1]。
  - 荒木博司は、スタジオでも来生から次々とアイディアが出て来たため、ギターを何本も重ねて苦労したという[4]。
2. 密度（4：16）
  - 作詞：来生えつこ / 作曲：来生たかお / 編曲：矢倉銀
  - 前アルバム『With Time』に収録されなかった楽曲で、来生の“独りで部屋に帰った男が明かりを点けた瞬間の歌”という注文を元に、歌詞は失恋仕立てという設定になったという。歌詞に登場する“ピンクの傘立て”は、村上春樹の小説に出て来た言葉だという[1]。
  - 玄関の“ピンクの傘立て”に合わせ、冒頭に靴音とドアの開閉音を入れたかった来生は、たまたまスタジオを訪れたマネージャーに階段を上り下りしてもらったという[4]。
3. 風の気持（5：13）
  - 作詞：来生えつこ / 作曲：来生たかお / 編曲：松田真人
  - 来生えつこは、デモテープを聴いた時にエルトン・ジョンやボブ・ディランの雰囲気を感じ、後者の楽曲「Blowin' in the Wind」をイメージして歌詞を付けたという。人生論的な楽曲を目指しつつも、大上段に構えず、誰もが抱くような心境をシンプルに描いたと述べている[1]。また、“最も声が出ている楽曲”とも評している。
  - 来生は、上記の「思い出の時差」と同様、“時の流れ”が特に反映された楽曲と述べている[1]。
4. THANK YOU EVERYDAY（5：21）
  - 作詞：来生えつこ / 作曲：来生たかお / 編曲：多田文信
  - 来生は、コンサートツアーで各地を巡るハードな日々を歌いたい旨を伝え、最初に思い付いた“無事に飛んでくれよエアプレイン”というフレーズが歌詞に反映されている[1]。来生えつこは、上記の注文や楽曲の複雑な構成も相俟って、作詞には苦労したと語っている[1]。
5. ステラ（Stella）（5：27）
  - 作詞：来生えつこ / 作曲：来生たかお / 編曲：松田真人
  - 元々『来生たかお with フルオーケストラコンサートツアー「STELLA」』用に書かれた長尺の楽曲で、本アルバムへの収録に当たり、部分的に取り出され、歌詞も書き替えられている[1]。
  - 来生は、ポール・マッカートニーに歌って欲しいと語ったことがある[3]。

## 参加ミュージシャン

### STARTLE
- Piano：松田真人
- Keyboards：松田真人、加藤実
- Electric Guitar：荒木博司
- Acoustic Guitar：荒木博司
- Bass：多田文信
- Drums：松本照夫
- Chorus：多田文信（3,9）

### GUEST MUSICIAN
- Guitar：土屋清（4,9）、作山功二（5,7）
- Drums：江口信夫（6）
- Chorus：楠瀬誠志郎（4）、比山清（8）、木戸康弘（8）
- Strings：金子飛鳥グループ（1,2,5）
- Percussion：菅原由紀（1,10）、Francis Silva（6）
- Soprano, Alto, Tenner Sax：渕野繁雄（3,4）
- Bariton Sax：石兼武美（4）

## 参加スタッフ
- Executive Producer：多賀英典
- Director：高橋良一
- Recording Engineers：諸鍛冶辰也、渡辺省二郎、井川彰夫
- Mixing Engineer：諸鍛冶辰也
- Assistant Engineers：Nobuhiro Matsufuji（Mix）、赤波江敦夫（Sound Sky）、Hiroto Fujishima（Sound Sky）
- Art Direction & Design：Shigekazu Tsujimori
- Design：Noriko Hasegawa
- Photographs：Masaki Tsuruta
- Hair & Make Up：Shotaro Honda
- Coutume：Noriko Sawa